# Radinosiphon
Radinosiphon é um género botânico pertencente à família Iridaceae.

## Espécies
- Radinosiphon leptostachya (Baker) N.E.Br., Trans. Roy. Soc. South Africa 20: 263 (1932).
- Radinosiphon lomatensis (N.E.Br.) N.E.Br., Trans. Roy. Soc. South Africa 20: 263 (1932).